# Acosmeryx anceus
Espèce
Acosmeryx anceus est une espèce de papillons de la famille des Sphingidae, sous-famille des Macroglossinae, de la tribu des Macroglossini et du genre Acosmeryx. 

## Description
L'envergure varie de 70 à 88 mm.

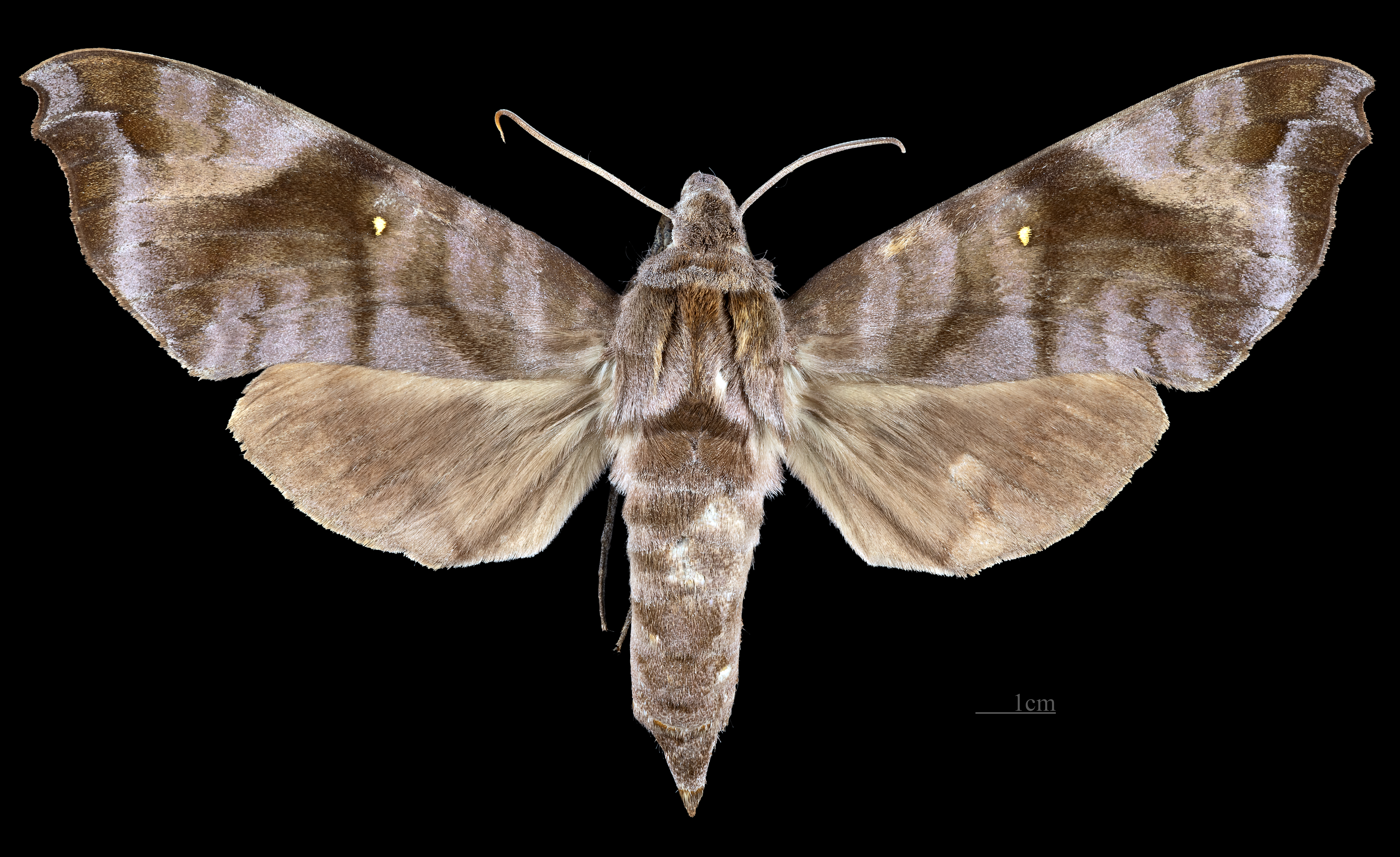
Face dorsale de la femelle
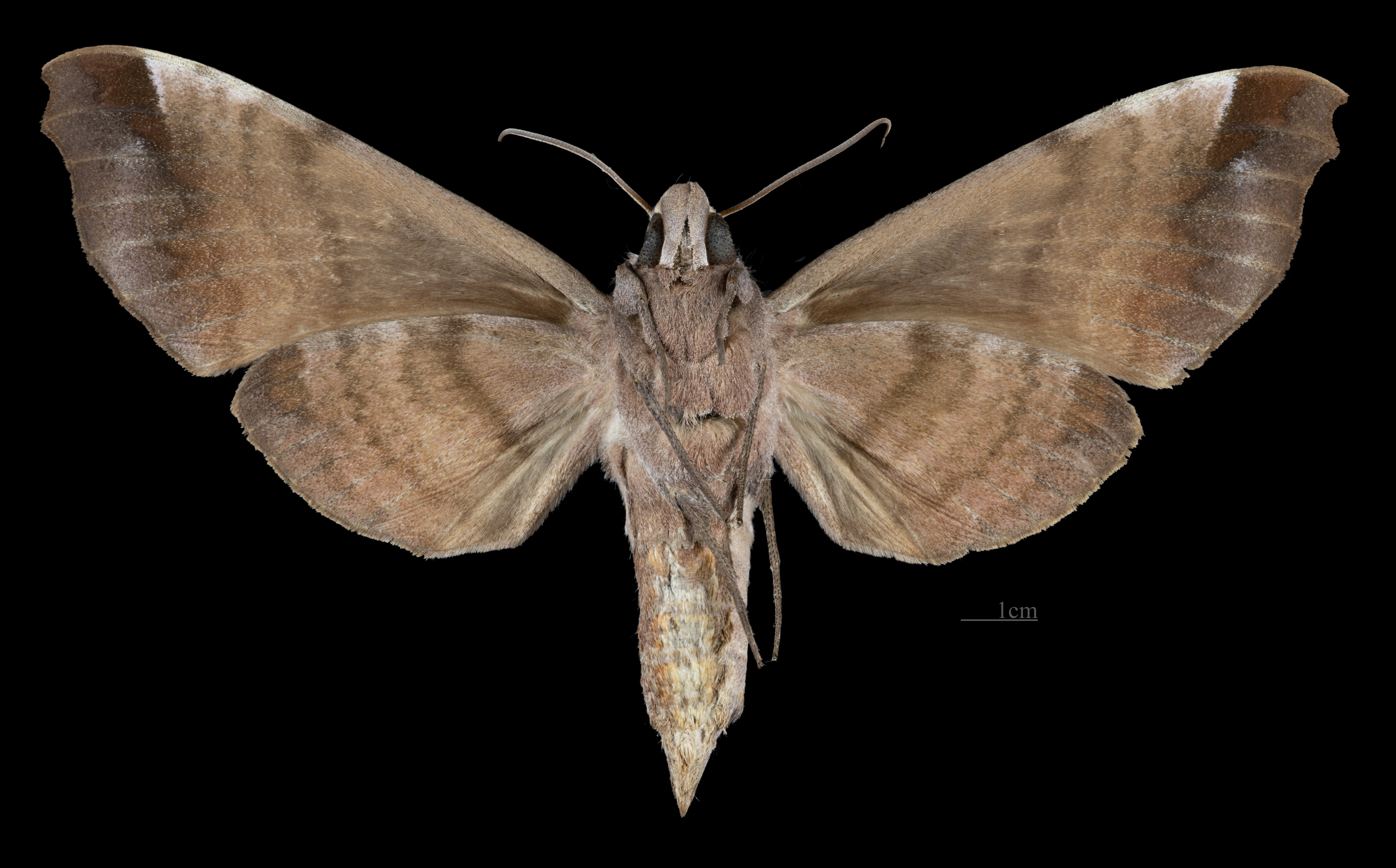
△ revers de la femelle

## Répartition et habitat
Répartition
L'espèce est connue en Inde, en Nouvelle-Guinée, et le Queensland en Australie.

## Biologie
Les chenilles se nourrissent sur les plantes des genres Leea , Cayratia , Cissus , et Vitispour la sous-espèce subdentata ; et cayratia clematidea, Cissus antarctica et Vitis viniferaanceus  pour la sous-espèce anceus.

## Systématique
L'espèce Acosmeryx anceus a été décrite par l’entomologiste Caspar Stoll, en 1781, sous le nom initial de Sphinx anceus.

### Synonymie
- Sphinx anceus Stoll, [1781] Protonyme
- Zonilia mixtura Walker, [1865]
- Enyo cinnamomea Herrich-Schäffer, [1869]
- Acosmeryx daulis Boisduval, [1875]

### Taxonomie
- Acosmeryx anceus anceus (Queensland et de la Nouvelle-Galles du Sud)
- Acosmeryx anceus subdentata Rothschild & Jordan 1903 (sud et est de l'Inde, le Népal, le Bhoutan, la Thaïlande, le sud-ouest de la Chine (Yunnan, Guangxi), le Vietnam, la Malaisie, l'Indonésie (Sumatra, Java, Kalimantan, Sumbawa) et les Philippines)

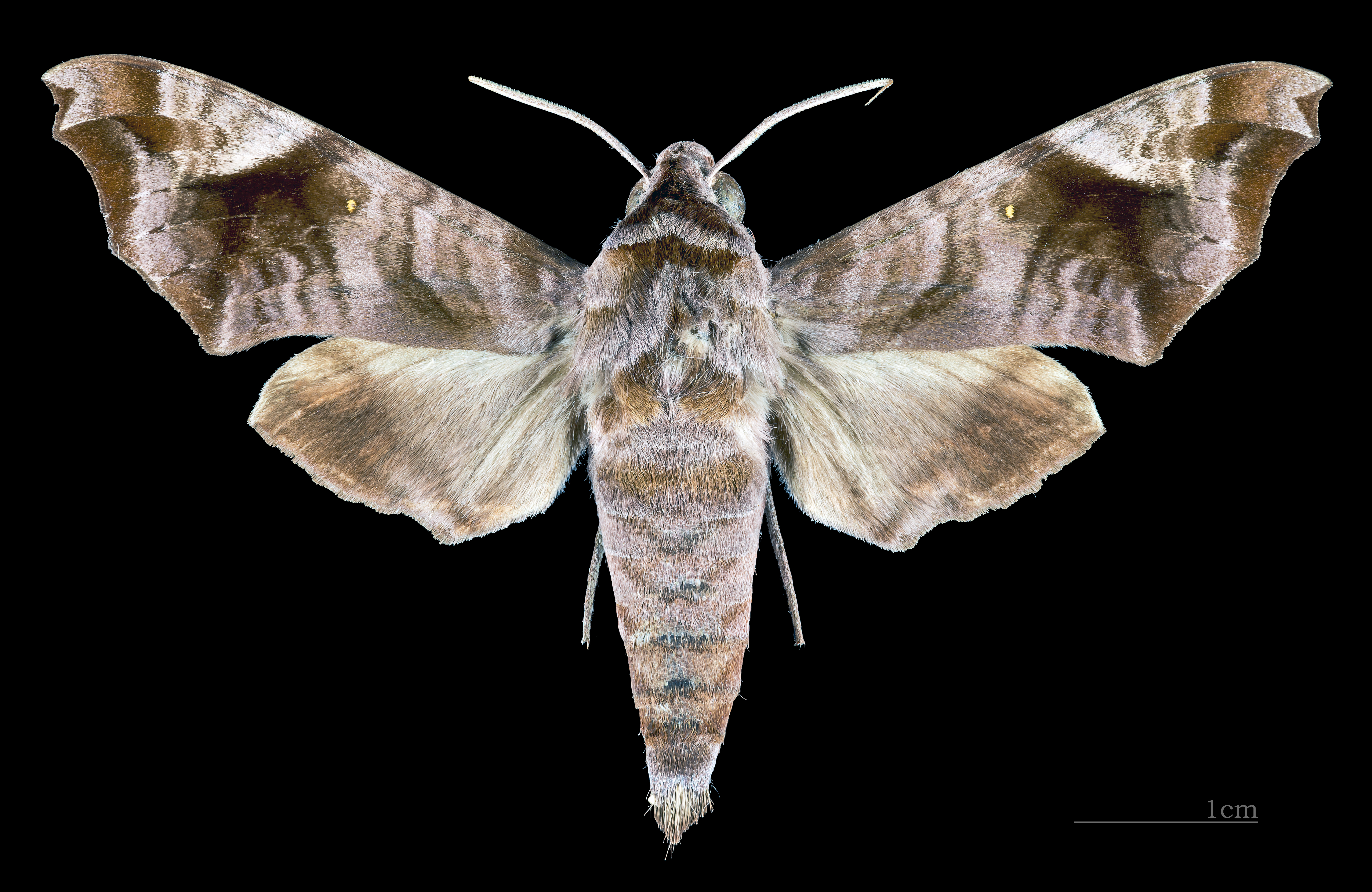
Acosmeryx anceus subdentata Face dorsale du mâle
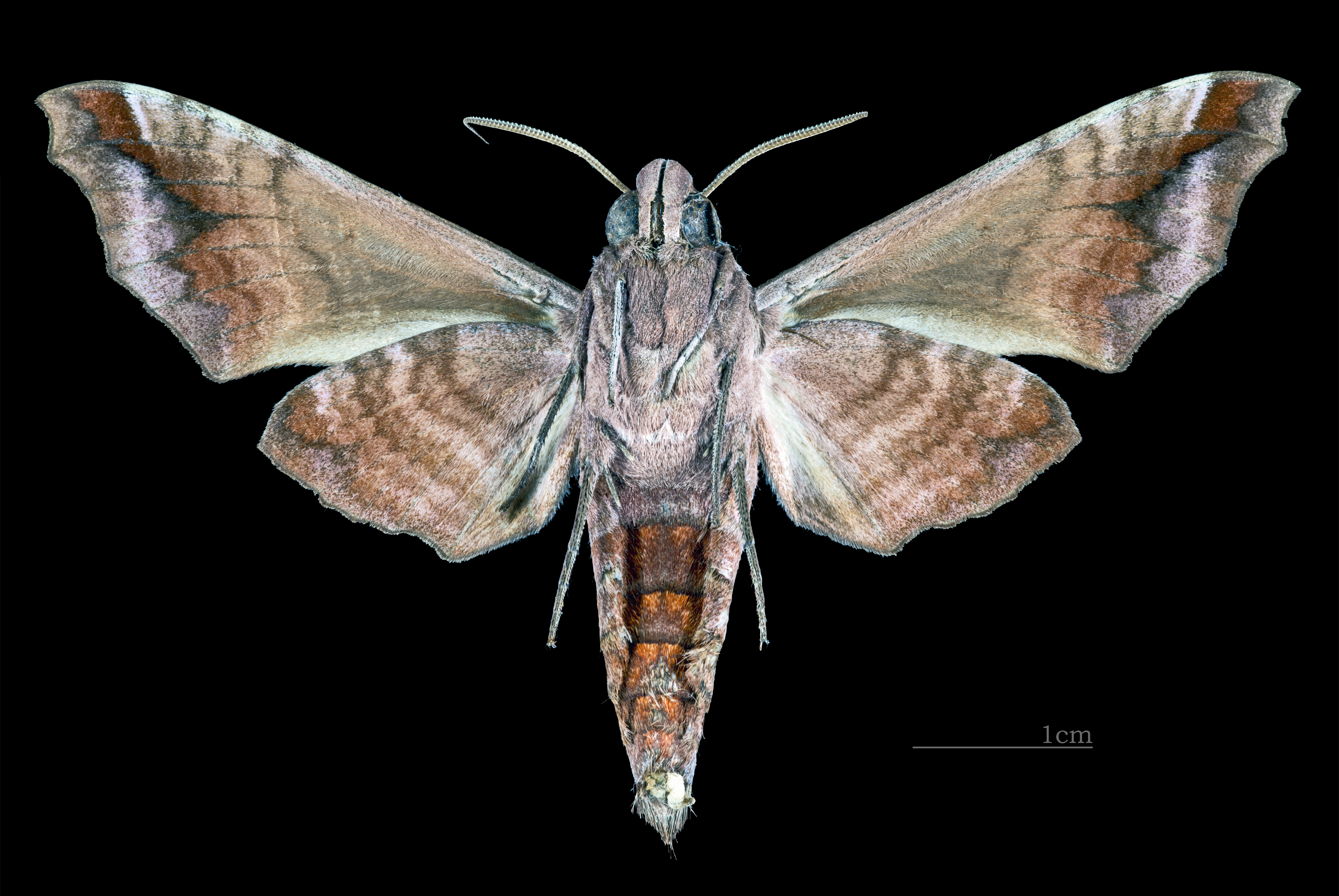
Acosmeryx anceus subdentata △ revers du mâle